# Robert Musil
Robert Musil [múzil/músil], avstrijski pisatelj in gledališki kritik, * 6. november 1880, Celovec, Avstrija, † 15. april 1942, Ženeva, Švica. 
Od leta 1917 do izgube plemiškega naziva leta 1919 Robert Musil plemeniti.

## Življenje in delo

### Pred letom 1918 / Pred in med 1. svetovno vojno
Robert Musil je bil edini sin inženirja in profesorja Alfreda Musila in njegove žene Hermine Bergauer. Med letoma 1892 in 1897 je Musil obiskoval šole v različnih mestih, v katera je bil premeščen njegov oče. Njegova zadnja postaja je bila tehniška vojaška akademija na Dunaju, a je svojo častniško pot prekinil in se vpisal na študij strojništva na tedanjo Nemško tehnično univerzo v Brnu (danes Češka). Tam je od leta 1890 učil tudi njegov oče. Leta 1901 je Musil dokončal študij in postal diplomirani inženir strojništva.
Istega leta je Musil začel s služenjem dveletnega vojaškega roka v Brnu pri 49. pehotnem polku avstrijskega feldmaršala Freiherrja von Heßa. Po koncu služenja je eno leto, od 1902 do 1903, delal kot znanstveni sodelavec na Univerzi v Stuttgartu, nato pa je od leta 1903 študiral filozofijo in psihologijo v Berlinu. V tem času se je spoprijateljil z Alfredom Kerrom in Franzom Bleiom, njegova sošolca pa sta bila tudi kasnejša utemeljitelja gestaltizma (ene izmed psiholoških smeri, tudi gestalt psihologija), Kurt Koffka in Wolfgang Köhler. Vpliv gestaltizma se nazorno kaže v vseh Musilovih delih.
Leta 1906 je Robert Musil razvil svojo barvno vrtavko. Filozof Carl Stumpf mu je podelil doktorski naziv, potem ko je Musil 31. januarja 1908 predložil disertacijo z naslovom Prispevek k pregledu Machovih naukov  (Beitrag zur Beurteilung der Lehren Machs). Stumpf mu je delo ocenil z oceno dobro (2,0). Na rigorozu (ustnem doktorskem izpitu), ki je sledil 27. februarja, pa se je koreferent Alois Riehl strinjal z oceno. Možnost habilitacije, ki mu je bila takrat ponujena, je Musil odklonil in se raje odločil za pot svobodnega pisatelja.
Dve leti pozneje se je preselil na Dunaj in postal bibliotekar na tamkajšnji Tehnični univerzi. 15. aprila 1911 se je poročil z Martho Marcovaldi, rojeno Heimann. Do začetka vojne je bil kot novinar aktiven pri številnih časopisih. Leta 1914 je literarni časopis Novi obzornik (Neue Rundschau) objavil esej Evropskost, vojna, nemštvo (Europäertum, Krieg, Deutschtum), v katerem se je Musil navdušil nad vojno.
Prve svetovne vojne se je udeležil kot rezervni oficir, končal pa jo je na mestu stotnika črne vojske z več odlikovanji. Stacioniran je bil na Južnem Tirolskem, nazadnje pa na italijanski fronti. 22. septembra 1915 bi ga v bližini kraja Trento v severni Italiji skoraj zadelo italijansko letalo. To pretresljivo izkušnjo je opisal v glavnem prizoru svoje znane povesti Kos (Die Amsel). Med letoma 1916 in 1917 je bil Musil izdajatelj Časopisa vojakov (Soldaten-Zeitung).
22. oktobra 1917 je bil Musilov oče odlikovan z dednim plemiškim naslovom Musil plemeniti.

### 1918–1938 / Med obema vojnama
Po letu 1918 se je Musil uveljavil kot svobodni pisatelj. Spomladi leta 1920 je v Berlinu spoznal svojega kasnejšega založnika Ernsta Rowohlta, leto kasneje pa se je uveljavil tudi kot gledališki kritik.  Njegova znana drama Sanjači, ki jo je končal leta 1921, mu je 1923 prinesla Kleistovo nagrado, kritiki pa so jo označili za dramo, ki ni primerna za oder. Tako je na oder nekega berlinskega predmestnega gledališča, v precej skrajšani inačici, prišla šele leta 1929. Musil je zaman poskušal preprečiti uprizoritev, zaradi česar tudi ni ustregel želji, da bi sam posredoval skrajšano odrsko različico. Njegovo drugo delo, komedija Vincenc in prijateljica pomembnih mož (Vinzenz und die Freundin bedeutender Männer), je bilo veliko bolj uspešno.

Med letoma 1923 in 1928 je bil Musil drugi predsedujoči Obrambne zveze nemških pisateljev v Avstriji (za prvim predsedujočim Hugom von Hofmannsthalom). Po Kleistovi nagradi leta 1923 mu je bila naslednje leto podeljena umetnostna nagrada mesta Dunaj, leta 1929 pa še nagrada Gerharta Hauptmanna. Od leta 1931 je Musil ponovno živel v Berlinu, kjer so v tistem času Curt Glaser in somišljeniki ustanovili Musilovo družbo, namenjeno finančni podpori avtorju. Le dve leti pozneje se je Musil zopet preselil na Dunaj (kot že leta 1910). Tako so berlinsko Musilovo družbo razpustili, na Dunaju pa so ustanovili novo. Stanoval je v tretjem okraju (imenovanem Landstraße) na Rasumofskygasse 20, kjer je danes na ogled njegova spominska soba. 
Pri 56 letih ga je leta 1936 zadela kap, od katere si ni nikoli več povsem opomogel.

### 1938–1942 / Med 2. svetovno vojno
Po anšlusu in širjenju nacionalsocialistične diktature leta 1938 je Musil s svojo ženo emigriral v Švico, in sicer najprej v Zürich. Potem ko so bila njegova dela po Hitlerjevem prevzemu oblasti v Nemškem rajhu prepovedana že leta 1933, so jih v Avstriji prepovedali leta 1938. Zaradi finančnih razlogov sta se zakonca nato preselila v Ženevo, v bližino Granges-Canal. Tam sta živela v skrajno brezupnih razmerah. Finančno podporo sta prejemala od ženevskega župnika Roberta Lejeuneja in od švicarske Socialne ustanove za nemške znanstvenike. 
Robert Musil je umrl za možgansko kapjo 15. aprila 1942. Njegov pepel so raztresli v gozdu pri Ženevi.
Leta 1956 je okrožje Ottakring na Dunaju po njem poimenovalo Musilov trg (Musilplatz).

## Zapuščina in recepcija Musilovih del
Robert Musil je poznan predvsem kot avtor nedokončanega romana Mož brez posebnosti. Roman se je iz posameznih avtobiografskih osnutkov po prvi svetovni vojni, preko različnih romanskih zasnov sredi 20. let 20. stoletja, razvil v Musilovo življenjsko delo. Njegov prvi roman oz. prvenec, s katerim je požel prvi uspeh, pa je roman Zablode gojenca Törlessa. Po tem uspehu je njegovo delo med letoma 1906 in 1930 precej zamrlo. Literarne in novinarske objave so bile vedno redkejše, produkcija esejev pa je povsem usahnila. Šele potem ko je Ernst Rowohlt izrazil pripravljenost Musilu redno plačevati predujme za nastajajoči roman (Mož brez posebnosti), se je Musil lahko odpovedal njemu neljubi novinarski dejavnosti (ki jo je sicer opravljal le zaradi zaslužka) in se ponovno, po nekaj letih, vrnil k literaturi.
Zgoraj omenjeni roman je bil ob izidu prvega dela leta 1930 deležen pozitivnih kritik, a večjega uspeha pri občinstvu (kot npr. z njegovim prvim romanom), kljub podpori tako prominentnega zagovornika, kot je bil Thomas Mann, ni doživel. V 50. letih dvajsetega stoletja je nemški pisatelj Adolf Frise na novo izdal del Musilovega nedokončanega romana in s tem odločilno prispeval k njegovemu ponovnemu odkritju. Danes velja roman za eno od največjih del moderne in je kot dragocenost literarne vede predmet intenzivnega raziskovanja. 
Nemški režiser Volker Schlöndorff je leta 1965 posnel svoj prvi film z naslovom Mladi Törless, ravno na osnovi Musilovega prvenca. Film je Musilovo zgodbo prepletel z vprašanji nemške krivde v času nacizma in postal prvi večji uspeh novega nemškega filma (filmski slog v Nemčiji, v 60. in 70. letih). Pozneje je bil Musilov roman Zablode gojenca Törlessa dolgo časa tudi del obveznega domačega branja v šolah.
V ožjem smislu nemške književnosti takratnega časa prištevamo Musila nemalokrat ob bok Hermanna Brocha, Franza Kafke, Thomasa Manna, Eliasa Canettija in ostalim. Njihova pisateljska energija se je velikokrat zbližala z Musilovimi številnimi zlomi, ki so bili tako osebni kot vekoviti. Danes ima Robert Musil v avstrijski književnosti mnogo somišljenikov in naslednikov, med drugim so to Gerhard Amanshauser, Rudolf Bayr, Thomas Bernhard, Alois Brandstetter, Andreas Okopenko, Michael Scharang, Franz Schuh in Julian Schutting. Vsi ti zavzemajo njegova stališča in dokazujejo, da so Musilova dela še vedno precej aktualna.

## Musil in Evropska prestolnica kulture – Maribor 2012
Ob 70. obletnici njegove smrti so leta 2012 v Mariboru, v sklopu Evropske prestolnice kulture 2012, pripravili dvodnevni mednarodni simpozij o Robertu Musilu – Evropa ali potovanje iz stoterega v tisočero. Simpozij je vodil dr. Walter Fanta, samostojni docent na Inštitutu za književne raziskave Roberta Musila Univerze v Celovcu], vodja oddelka za digitalne izdaje in soizdajatelj zbranega digitaliziranega dela Roberta Musila. Walter tudi sicer posveča svojo raziskovalno pozornost Musilovi besedilni genetiki in procesu pisanja. Na simpoziju pa so se zbrali različni literarni strokovnjaki z namenom, da predstavijo svoje poglede na avstrijskega pisatelja Roberta Musila, Evropo in njun skupen kontekst.
Walter Fanta je ob tej priložnosti povedal: »V njegovih delih je mogoče zaslediti aktualne analogije, ideje Evrope. Danes, ko so razmere takšne kot so, ne moremo mimo dejstva, da je prav o Musilovi ideologiji treba nujno vnovič spregovoriti. Žal nam namreč nihče ni dal navodil za uporabo Evrope, recepta za rešitev današnjih razmer pa nimamo. Musilova smrt v Ženevi, kamor je bil izgnan, je še danes pomemben simbol. Spomni nas na zavedanje, kako totalitarni režimi, ljudi, ki mislijo s svojo glavo, zatirajo. S svojo intelektualno ostrino je Musil opisoval ljudi okrog sebe, imel je izjemen občutek zanje. Danes nikogar ne čudi, da se je njegova Kakania, beseda, ki si jo je izmislil in z njo poimenoval stanje duha v Habsburški monarhiji kot birokratsko, razslojeno formalno družbo, ohranila."

## Dela
- Zablode gojenca Törlessa (Die Verwirrungen des Zöglings Törleß, 1906; sl. 1971); COBISS.SI-ID 3610113
- Prispevek k pregledu Machovih naukov (Beitrag zur Beurteilung der Lehren Machs, 1908), izšlo skupaj s Tehničnimi in psihotehničnimi študijami (Studien zur Technik und Psychotechnik, 1980)
- Združevanja. Dve pripovedi (Vereinigungen. Zwei Erzählungen, 1911)
- Sanjači (Die Schwärmer, 1921; sl. 2003); ISBN 3-9500432-6-8
- Tri ženske (Drei Frauen, 1924; sl. 1992); ISBN 3-85013-258-7
- Mož brez posebnosti (Der Mann ohne Eigenschaften, 1930; sl. 1962); COBISS.SI-ID 2980865
- Zapuščina za čas življenja (Nachlaß zu Lebzeiten, 1936) znotraj povest Kos (Die Amsel)
- O neumnosti (Über die Dummheit, 1937)
- Zbrana dela (Gesammelte Werke, 1978)
- O neumnosti (Über die Dummheit, 1937)
- Slovenski vaški pogreb (Slowenisches Dorfbegräbnis, 1992; sl. 1979, radijska igra); COBISS.SI-ID 438619